# Melanargia schawerdae
Melanargia schawerdae är en fjärilsart som beskrevs av Heinrich Neustetter 1908. Melanargia schawerdae ingår i släktet Melanargia och familjen praktfjärilar. Inga underarter finns listade i Catalogue of Life.